# Guido Forti
Guido Forti, född 10 juli 1940, död 11 januari 2013, var en italiensk affärsman. Han är mest känd som grundare av formel 1-stallet Forti. 